# Jean-Pierre Gaudin
Pour les articles homonymes, voir Gaudin.
Jean-Pierre Gaudin est politologue, professeur émérite des Universités. 
Il est spécialiste de l'analyse des politiques publiques, du pouvoir local, et des rapports entre État et marché. D'abord Directeur de recherche au CNRS, puis Professeur des Universités à l'Institut d'études politiques d'Aix-en-Provence, il a étudié les formes nouvelles de l'État régulateur et a jeté les fondations des théories de la sociologie critique de la gouvernance.

## Biographie
Né le 30 septembre 1944, il est le fils de Pierre Gaudin, technicien, et de Christiane Derrée, secrétaire. Il est marié avec Cécile Chombard, fonctionnaire au CNRS, auteure d'ouvrages d'analyse littéraire et historique. Il est père de 3 enfants, Alex, Lise-Laure et Mathias.
Après ses études secondaires comme boursier, aux lycées Claude-Monet puis Henri- IV, il entre à Sciences-Po Paris dont il est diplômé en 1966 (section service public). Parmi ses amis de l'époque, Alain Richard (homme politique), Jérôme Clément, Louis Gallois. En parallèle, il fait une licence en droit, puis il obtient un DES en Droit public (1967, Paris 1 Panthéon-Sorbonne). 
Il soutient en 1973 une thèse de 3e cycle en géographie urbaine (Sorbonne-EHESS) puis, par la suite, une thèse d'État en science politique, en 1983 (Université Montpellier I).

## Parcours
De 1968 à 1970, il est chargé de mission à la DATAR (au service de prospective). En 1970-71, il fait son service militaire comme coopérant en Algérie, au Secrétariat au Plan, où il découvre les enquêtes de terrain et l'altérité culturelle. De retour en France, il entre dans différents bureaux d'études pour conduire des études d'urbanisme et de développement local durant les années 70. De 1982 à 1984, il devient Chef de la Mission de la Recherche Urbaine au ministère de l'Equipement, puis de 1984 à 1986 directeur adjoint du Plan Urbain. Au cours de ses recherches, il collabore notamment avec Edmond Préteceille et Christian Topalov .  De 1986 à 1992, il est détaché comme chargé de recherche au laboratoire TMU (conjoint à l'École nationale des ponts et chaussées et à l'Institut d'Urbanisme de Paris), dirigé par Françoise Choay et Pierre Merlin. Il mène des recherches comparatives internationales avec Donatella Calabi (Université de Venise) et Anthony Sutcliffe (Université de Leicester). 
En 1992, il est nommé Directeur de recherche au CNRS, en poste au CEPEL à l'Université de Montpellier I, laboratoire dont, après Paul Alliès, il devient directeur en 1996. 
En 2002, il est ensuite nommé professeur des Universités, à l'institut d'Études Politiques d'Aix en Provence. En parallèle, de 2003 à 2007, il est directeur du programme interdisciplinaire « Développement Urbain Durable » du CNRS, piloté au ministère de la Recherche par Jacques Levy.
De 2004 à 2006, il est directeur de la Recherche à l'IEP d'Aix en Provence, puis à partir de 2009: Président de la Commission scientifique de l'IEP et premier Directeur du laboratoire CHERPA de l'IEP.
Il a été membre du Groupe international "Raison et rationalités" (numéros spéciaux de la Revue Européenne des Sciences Sociales) et a contribué aux Journées interdisciplinaires sur les systèmes complexes de Rochebrune pendant les années 2000. Il collabore alors avec Denise Pumain, Jean-Bernard Racine et Pascal Bridel. Il est membre de 2012 à 2014 du groupe interdisciplinaire présidé par Bernard Walliser (PSE) qui a produit l'ouvrage collectif "La distinction des savoirs", paru aux Editions de l'EHESS en 2015.
Durant la période 2007-2008, il est détaché comme Délégué scientifique à l'AERES pour les disciplines de la science politique et de la sociologie.
Il a, par ailleurs, enseigné comme professeur invité en Italie (à l'université de Turin, où il a été titulaire de la chaire Gaetano Mosca et où il a eu des coopérations scientifiques avec A. Mastropaolo et L. Bobbio, ainsi que à Naples, Université Orientale) au Brésil (UFRJ et UFMG), au Maroc (École de Gouvernance et d'Économie) et en Chine (Sun Ya-tsen University à Canton, et à l'Université de Chengdu), aux USA (Princeton et Harvard) comme "most excellent visiting lecturer".
Il organise de 2016 à 2018, sous la direction de F. Vairel et dans la suite des recherches et publications de la thématique " Politique et mouvements sociaux" dont le cas du Maroc traité par F. Vairel constitue la trame générale, un séminaire interdisciplinaire portant sur quatre pays émergents, Chine, Inde, Brésil, Maroc, qui donne lieu à la publication d'un dossier comparatif "Régime de gouvernance et élites locales", publié en 2019 dans la revue canadienne Gouvernance (volume16 1-2), Université d'Ottawa.
Il fut  de 2016 jusqu' à sa mise à la retraite  Président du Conseil scientifique du GIS "Réseau national des Maisons des Sciences de l'Homme" et contribua aux orientations de la politique scientifique des MSH. en relation avec le CNRS, l'Alliance Athéna, le Polygone du Pritané et le ministère de l'Enseignement supérieur, de la Recherche et de l'Innovation.

## Spécialité et travaux
Ses recherches ont concerné successivement trois domaines différents mais articulés entre eux. D"abord l'analyse de l'histoire de l'urbanisme moderne, à la fois comme projet politique et comme pratique professionnelle (en collaboration notamment avec B. Barraqué). Puis, sous la direction scientifique de Bruno Jobert (Sciences Po Grenoble), il collabore à une étude portant sur la recomposition des pouvoirs locaux et de la régulation politique marquée récemment par la décentralisation et par le développement des politiques européennes (avec Jacques Commaille). Enfin, les significations politiques du thème de la gouvernance, pour analyser les recompositions actuelles de l'État et leurs relations nouvelles avec les marchés. Il est l'auteur de nombreux articles et ouvrages.

## Intérêts personnels
Toutes formes de musiques; arts visuels (gaudinjeanpierre.wixsite.com/website)